# Joseph Müller-Blattau
Joseph Maria Müller-Blattau (* 21. Mai 1895 in Colmar; † 21. Oktober 1976 in Saarbrücken) war ein deutscher Musikwissenschaftler und nationalsozialistischer Kulturfunktionär. Er gilt als „Nestor der Saarbrücker Musikwissenschaft“, aber auch als „Sänger einer musikalischen Machtergreifung“ wegen seiner Aktivitäten im Nationalsozialismus.

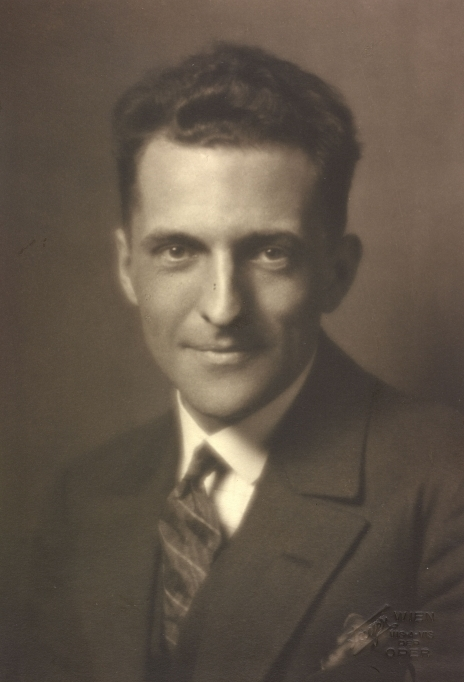
Aufnahme von Georg Fayer (1927)

## Leben
Müller-Blattau, Sohn eines Oberlehrers, nahm am Ersten Weltkrieg teil. Er studierte Musikwissenschaft bei Friedrich Ludwig an der Universität Straßburg, ließ sich in Komposition und Dirigat bei Hans Pfitzner und Orgel bei Ernst Münch ausbilden. Später studierte er an der Universität Freiburg, wo Wilibald Gurlitt sein Lehrer war. Während seines Studiums wurde er Mitglied der Sängerschaft Wettina Freiburg, später der Sängerschaft Rhenania Frankfurt. 1920 erfolgte seine Promotion in Musikwissenschaft an der Universität Freiburg mit der Arbeit „Grundzüge einer Geschichte der Fuge“. 1922 habilitierte er sich an der Universität Königsberg und wurde Direktor des musikwissenschaftlichen Seminars und akademischer Musikdirektor in Königsberg. Ab 1924 war er zusätzlich Leiter des Institutes für Schul- und Kirchenmusik. 1928 erfolgte seine Ernennung zum außerordentlichen Professor in Königsberg und er wurde musikalischer Berater der Ostmarken Rundfunk AG. 1930 wurde er Mitglied der Königsberger Gelehrten Gesellschaft.
Zum 1. Mai 1933 trat er der NSDAP bei (Mitgliedsnummer 3.536.556). 1935 übernahm er eine Professur für Musikwissenschaft in Frankfurt am Main. Seit 1933 SA-Mitglied, arbeitete er 1936 für die Forschungsgemeinschaft Deutsches Ahnenerbe der SS über Germanisches Erbe in deutscher Tonkunst. Dazu steuerte Heinrich Himmler ein kurzes Geleitwort bei. Ebenfalls 1936 spielte er eine unrühmliche Rolle bei der Entfernung von Wilibald Gurlitt durch Friedrich Metz, den nationalsozialistischen Rektor der Universität Freiburg. 1937 wurde er zum Nachfolger Gurlitts berufen. 1938 bis 1942 war er Städtischer Musikbeauftragter von Freiburg. Von 1939 bis 1945 nahm er mit Unterbrechungen am Zweiten Weltkrieg teil. Gemeinsam mit dem Tenor Reinhold Hammerstein nahm Blattau, der selbst Bariton sang, für den Rundfunk Kampflieder auf, wie „Erde schafft das Neue“ und „Heilig Vaterland“ von Heinrich Spitta oder „Es dröhnet der Marsch der Kolonne“ von Herbert Napiersky u. a. 1941 wurde er an die Reichsuniversität Straßburg berufen.

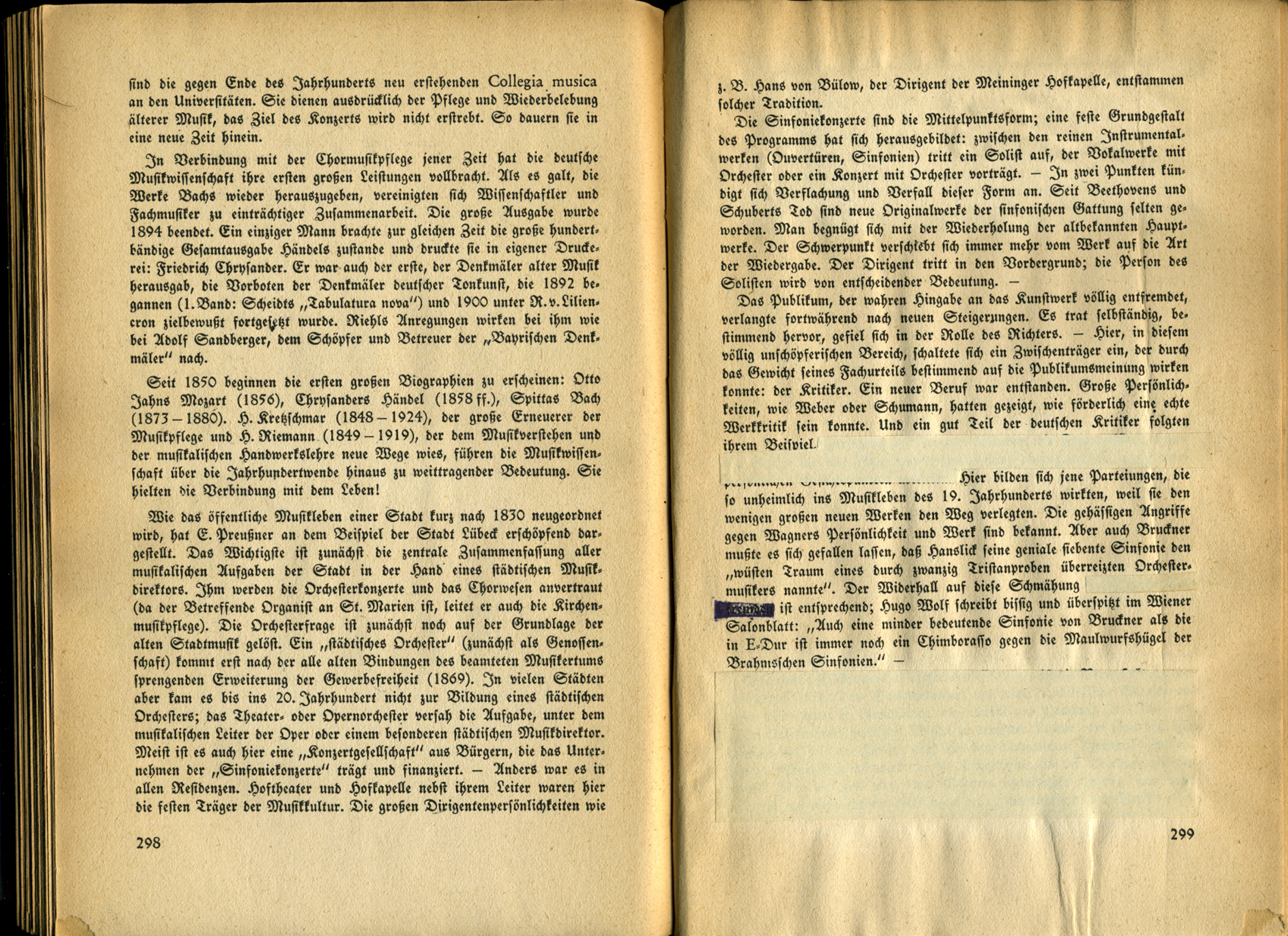
Müller-Blattau: Geschichte der deutschen Musik. Beispiel der vom Verlag 1947 zum weiteren Verkauf überklebten Stellen mit NS-Ideologie

Nach dem Zweiten Weltkrieg war er ab November 1946 Lehrer an der Oberrealschule und Musikdozent an der Pädagogischen Akademie Kusel und dann am Gymnasium Kirchheimbolanden. Zum Mai 1952 wurde er zum Direktor des Staatlichen Konservatoriums Saarbrücken berufen, wo er das Institut für Schulmusik begründete. Seit dem Wintersemester 1952/53 gab Müller-Blattau als Professor mit vollem Lehrauftrag (Professeur chargé d’enseignement) Vorlesungen an der Universität des Saarlandes. Nach dem Beitritt des Saarlandes zur Bundesrepublik wurde er zum 1. April 1958 Ordinarius für Musikwissenschaft an der Universität des Saarlandes und gab die Leitung der Hochschule für Musik ab. 1963 wurde er emeritiert. Schüler von ihm waren Hans und Kurt Schmitt.
Sein Buch Geschichte der Deutschen Musik wurde in der Sowjetischen Besatzungszone auf die Liste der auszusondernden Literatur gesetzt. Daraufhin überklebte der Vieweg-Verlag zahlreiche Stellen der aktuellen vierten unveränderten Auflage (1944), die z. B. vom „Genius der Rasse“ handeln (S. 7), und das Buch konnte, wie entsprechend gestempelte Exemplare belegen, z. B. 1947 im Musikhaus Stammer in Leipzig weiterverkauft werden.
Sein Sohn Wendelin Müller-Blattau (1922–2004) war ebenfalls Professor für Musikwissenschaft an der Universität des Saarlandes.

## Auszeichnungen
- 1960: Goldenes Ehrenzeichen des Deutschen Sängerbundes
- 30. November 1960: Bundesverdienstkreuz 1. Klasse[11]
- Präsident des Saar-Sänger-Bundes[2]

## Veröffentlichungen
- Das Elsass ein Grenzland deutscher Musik. Die Rheinbrücke, Freiburg i. B. 1922.
- Grundzüge einer Geschichte der Fuge. Musikwissenschaftliches Seminar, Königsberg i. Pr. 1923.
- Geschichte der Musik in Ost- und Westpreussen von der Ordenszeit bis zur Gegenwart. Gräfe und Unzer, Königsberg 1931.
- Das deutsche Volkslied. Hesse, Berlin 1932.
- Einführung in die Musikgeschichte. Vieweg, Berlin 1932.
- Das Horst-Wessel-Lied. In: Die Musik 26, 1934, S. 327ff.
- Germanisches Erbe in deutscher Tonkunst. Widukindverlag [der SS], Berlin 1938.
- Geschichte der Deutschen Musik. Chr. Friedrich Vieweg, Berlin 1938.
- Klingende Heimat. Pfälzer Liederbuch für Schule und Haus. Kranz, Neustadt a.d. Haardt 1949.
- Johann Sebastian Bach: Leben und Schaffen. Reclam. Stuttgart 1950.
- Taschenlexikon der Fremd- und Fachwörter der Musik. Hesse, Berlin-Halensee, Wunsiedel 1951.
- Es stehen drei Sterne am Himmel. Die Volksliedsammlung des jungen Goethe. Bärenreiter, Kassel, Basel 1955.
- Von der Vielfalt der Musik. Musikgeschichte, Musikerziehung, Musikpflege. Rombach, Freiburg i. Br. 1966.
- Von Wesen und Werden der neueren Musikwissenschaft. Festvortrag. Universität des Saarlandes, Saarbrücken 1966.
- mit Hugo Moser: Deutsche Lieder des Mittelalters von Walther von der Vogelweie bis zum Lochamer Liederbuch: Texte und Melodien. Stuttgart 1968.
- Goethe und die Meister der Musik. Bach, Händel, Mozart, Beethoven, Schubert. Klett, Stuttgart 1969.
- Hans Pfitzner. Lebensweg u. Schaffensernte. Kramer, Frankfurt am Main 1969.